# Guglielmo Barnabò
Guglielmo Barnabò (11 de maio de 1888 — 31 de maio de 1954) foi um ator italiano de teatro e cinema. Natural de Ancona, já apareceu em 99 filmes entre 1926 e 1954.